# Władysław Plater
Władysław Plater (Vladislav Broel-Plater), né le 7 novembre 1808 à Vilnius, et mort le 22 avril 1889  à Kilchberg (Zurich), est un noble polonais, journaliste, homme politique et collectionneur d’art et parent d'Émilie Plater.

## Biographie
Władysław Plater est le fils de Casimir et  Apolinara Żaba.
En 1827, il voyage et visite Saint-Pétersbourg, l'Allemagne, la Suisse et c'est lorsqu'il se trouve en Angleterre qu'éclate Insurrection de novembre 1830.
Au début de 1831, il retourne en Pologne et tout comme sa parente Émilie Plater, lutte contre l'Empire russe.
En 1832, il réussit à influencer l'opinion publique britannique en faveur de la Pologne.
Puis en exil à Paris avec bon nombre de ses compatriotes, il fonde la revue Le Polonais (1833-1836).
En 1863, Plater prend de nouveau position pour l'insurrection polonaise de janvier 1863.
En 1868, au centenaire de la Confédération de Bar, Plater fait ériger dans la ville suisse de Rapperswil, sur le rivage du Lac de Zurich, une colonne surmontée d'un aigle polonais et portant la mention latine: Magna res libertas (La liberté est une grande chose).
Deux ans plus tard, le 23 octobre 1870, dans le château de Rapperswil, il fonde le musée national polonais où sont rassemblés  des souvenirs historiques polonais, des archives de la grande émigration et une bibliothèque.
Władysław Plater épouse l'actrice Karoline Bauer à Rapperswil.